# Campionato brasiliano di rugby a 15 2017
Il Campionato Brasiliano di Rugby 2017 (Campeonato Brasileiro de Rugby de 2017) o Super 8  è stata una competizione promossa dalla CBRu (Confederação Brasileira de Rugby).
La vittoria del torneo è andata alla squadra dello Jacareí Rugby che ha superato in finale la squadra del Farrapos di Bento Gonçalves.

## Squadre partecipanti
|  | Squadra    | Città               | Stato             |
|  | Curitiba   | Curitiba            | Paraná            |
|  | Desterro   | Florianópolis       | Santa Catarina    |
|  | Farrapos   | Bento Gonçalves     | Rio Grande do Sul |
|  | Jacareí    | Jacareí             | São Paulo         |
|  | Pasteur    | San Paolo           | San Paolo         |
|  | Poli Rugby | San Paolo           | San Paolo         |
|  | São José   | São José dos Campos | San Paolo         |
|  | SPAC       | San Paolo           | San Paolo         |

## Formula del torneo
Per questa stagione la CBRu (Confederação Brasileira de Rugby) ha deciso di modificare nuovamente la formula.
Con l'intenzione di allargare il numero di partecipanti per la prossima stagione non ci saranno retrocessioni.
Le squadre si affronteranno in un girone unico di sola andata e tutte e otto saranno ammesse direttamente ai quarti di finale a eliminazione diretta.

## Prima fase

### 1ª giornata
| Florianópolis 1º luglio 2017 | Desterro | 39 – 35 | Poli Rugby | Campo di Tapera UFSC |

| Curitiba 1º luglio 2017 | Curitiba | 17 – 23 | Jacareí | Sport Paraná |

| Bento Gonçalves 1º luglio 2017 | Farrapos | 13 – 12 | Pasteur | Estádio da Montanha |

| San Paolo 1º luglio 2017 | SPAC | 21 – 10 | São José | Clube Atletico São Paulo |

### 2ª giornata
| San Paolo 8 luglio 2017 | Poli Rugby | 10 – 7 | Curitiba | CEPEUSP |

| Florianópolis 8 luglio 2017 | Desterro | 12 – 17 | SPAC | Campo di Tapera UFSC |

| São José dos Campos 8 luglio 2017 | São José | 21 – 22 | Pasteur | Parque Residencial União |

| Jacareí 8 luglio 2017 | Jacareí | 35 – 30 | Farrapos | Avenida Miami Cidade jardim |

### 3ª giornata
| San Paolo 15 luglio 2017 | Pasteur | 26 – 24 | Curitiba | Arena Paulista de Rugby |

| Jacareí 15 luglio 2017 | Jacareí | 42 – 25 | Desterro | Campo do Balneario |

| São José dos Campos 15 luglio 2017 | São José | 25 – 25 | Poli Rugby | CT Ange Guimera |

| San Paolo 29 luglio 2017 | SPAC | 22 – 28 | Farrapos | Clube Atletico São Paulo |

### 4ª giornata
Il turno di gare è stato posticipato dal 22 luglio al 26 agosto.
| São José dos Campos 26 agosto 2017 | São José | 32 – 24 | Jacareí | CT Ange Guimera |

| Bento Gonçalves 26 agosto 2017 | Farrapos | 50 – 5 | Poli Rugby | Estádio da Montanha |

| Curitiba 26 agosto 2017 | Curitiba | 26 – 16 | SPAC | Paraná Esporte |

| Florianópolis 26 agosto 2017 | Desterro | 41 – 14 | Pasteur | UFSC Ressacada |

### 5ª giornata
| Curitiba 5 agosto 2017 | Curitiba | 26 – 17 | Farrapos | Paraná Esporte |

| Florianópolis 5 agosto 2017 | Desterro | 52 – 16 | São José | Campo di Tapera |

| San Paolo 5 agosto 2017 | SPAC | 27 – 26 | Poli Rugby | Clube Atletico São Paulo |

| San Paolo 5 agosto 2017 | Pasteur | 21 – 15 | Jacareí | Arena Paulista de Rugby |

### 6ª giornata
| Bento Gonçalves 12 agosto 2017 | Farrapos | 32 – 29 | Desterro | Estádio da Montanha |

| São José dos Campos 12 agosto 2017 | São José | 7 – 18 | Curitiba | CT Ange Guimera |

| San Paolo 12 agosto 2017 | Poli Rugby | 7 – 15 | Pasteur | CEPEUSP |

| Jacareí 12 agosto 2017 | Jacareí | 37 – 24 | SPAC | Campo do Balneario |

### 7ª giornata
| Curitiba 19 agosto 2017 | Curitiba | 16 – 15 | Desterro | Paraná Esporte |

| San Paolo 19 agosto 2017 | Poli Rugby | 18 – 24 | Jacareí | CEPEUSP |

| Bento Gonçalves 19 agosto 2017 | Farrapos | 43 – 20 | São José | Estádio da Montanha |

| San Paolo 19 agosto 2017 | Pasteur | 13 – 11 | SPAC | Clube Atletico São Paulo |

### Classifica
|  |    | Squadra    | G | V | N | P | PF  | PS  | P±  | BM | BS | Pt |
|  | -- | ---------- | - | - | - | - | --- | --- | --- | -- | -- | -- |
|  | 1. | Jacareí    | 7 | 5 | 0 | 2 | 200 | 167 | 33  | 4  | 1  | 25 |
|  | 2. | Farrapos   | 7 | 5 | 0 | 2 | 213 | 149 | 64  | 4  | 1  | 25 |
|  | 3. | Pasteur    | 7 | 5 | 0 | 2 | 123 | 132 | −9  | 1  | 1  | 22 |
|  | 4. | Curitiba   | 7 | 4 | 0 | 3 | 134 | 114 | 20  | 2  | 3  | 21 |
|  | 5. | Desterro   | 7 | 3 | 0 | 4 | 213 | 172 | 41  | 4  | 3  | 19 |
|  | 6. | SPAC       | 7 | 3 | 0 | 4 | 138 | 152 | −14 | 0  | 2  | 14 |
|  | 7. | Poli Rugby | 7 | 1 | 1 | 5 | 126 | 187 | −61 | 2  | 3  | 11 |
|  | 8. | São José   | 7 | 1 | 1 | 5 | 131 | 205 | −74 | 1  | 1  | 8  |

## Fase finale
|  | Quarti di finale | Quarti di finale | Quarti di finale |          |          | Semifinali | Semifinali | Semifinali |  |  | Finale | Finale | Finale |  |
|  |                  |                  |                  |          |          |            |            |            |  |  |        |        |        |  |
|  | 1                | Jacareí          | 24               |          |          |            |            |            |  |  |        |        |        |  |
|  | 1                | Jacareí          | 24               |          |          |            |            |            |  |  |        |        |        |  |
|  | 8                | São José         | 17               |          |          |            |            |            |  |  |        |        |        |  |
|  | 8                | São José         | 17               |          | Jacareí  | Jacareí    | 20         |            |  |  |        |        |        |  |
|  |                  |                  |                  |          | Jacareí  | Jacareí    | 20         |            |  |  |        |        |        |  |
|  |                  |                  | Desterro         | Desterro | 12       |            |            |            |  |  |        |        |        |  |
|  | 4                | Curitiba         | Desterro         | Desterro | 12       | 15         |            |            |  |  |        |        |        |  |
|  | 4                | Curitiba         |                  |          |          |            |            |            |  |  |        |        |        |  |
|  | 5                | Desterro         | 17               |          |          |            |            |            |  |  |        |        |        |  |
|  | 5                | Desterro         | 17               |          | Jacareí  | Jacareí    | 18         |            |  |  |        |        |        |  |
|  |                  |                  |                  |          |          |            |            |            |  |  |        |        |        |  |
|  |                  |                  | Farrapos         | Farrapos | 15       |            |            |            |  |  |        |        |        |  |
|  | 2                | Farrapos         | Farrapos         | Farrapos | 15       | 34         |            |            |  |  |        |        |        |  |
|  | 2                | Farrapos         |                  |          |          |            |            |            |  |  |        |        |        |  |
|  | 7                | Poli Rugby       | 23               |          |          |            |            |            |  |  |        |        |        |  |
|  | 7                | Poli Rugby       | 23               |          | Farrapos | Farrapos   | 17         |            |  |  |        |        |        |  |
|  |                  |                  |                  |          | Farrapos | Farrapos   | 17         |            |  |  |        |        |        |  |
|  |                  |                  | Pasteur          | Pasteur  | 5        |            |            |            |  |  |        |        |        |  |
|  | 3                | Pasteur          | Pasteur          | Pasteur  | 5        | 28         |            |            |  |  |        |        |        |  |
|  | 3                | Pasteur          |                  |          |          |            |            |            |  |  |        |        |        |  |
|  | 6                | SPAC             | 27               |          |          |            |            |            |  |  |        |        |        |  |

### Quarti di finale
| Jacareí 2 settembre 2017 | Jacareí | 24 – 17 | São José | Campo do Balneario |

| Bento Gonçalves 2 settembre 2017 | Farrapos | 34 – 23 | Poli Rugby | Estádio da Montanha |

| San Paolo 2 settembre 2017 | Pasteur | 28 – 27 | SPAC | Arena Paulista de Rugby |

| Curitiba 2 settembre 2017 | Curitiba | 15 – 17 | Desterro | Paraná Esporte |

### Semifinali
| Jacareí 16 settembre 2017 | Jacareí | 20 – 12 | Desterro | Campo do Balneario |

| Bento Gonçalves 16 settembre 2017 | Farrapos | 24 – 5 | Pasteur | Estádio da Montanha |

### Finale
| Blumenau 24 settembre 2017                                                                              | Jacareí | 18 – 15              | Farrapos | Estadio do SESI |
| 80’ Matheus 84’ Cruz mt 37’ Frison 60’ Lafra 84’ Cruz tr 12’ Facundo 41’, 56’ Leo Ilha c.p. 38’ Facundo |         |                      |          |                 |
| |         |                      |          |                 |
| 80’ Matheus 84’ Cruz                                                                                    | mt      | 37’ Frison 60’ Lafra |          |                 |
| 84’ Cruz                                                                                                | tr      | 12’ Facundo          |          |                 |
| 41’, 56’ Leo Ilha                                                                                       | c.p.    | 38’ Facundo          |          |                 |